# Nipponacmea vietnamensis
Nipponacmea vietnamensis is een slakkensoort uit de familie van de Lottiidae. De wetenschappelijke naam van de soort is voor het eerst geldig gepubliceerd in 2008 door Chernyshev.